# Gran Premio Félix de Álzaga Unzué
El Gran Premio Internacional Félix de Álzaga Unzué es el clásico más importante del calendario hípico argentino para caballos que participan en carreras de velocidad. Se disputa en recta sobre 1000 metros en la pista de césped del Hipódromo de San Isidro, como complemento del Gran Premio Carlos Pellegrini.
Su nombre ha sido puesto en honor a Félix de Álzaga Unzué, presidente del Jockey Club en el período 1934-1949. 
En él pueden participar caballos de 3 y más años, oriundos de cualquier país. El peso de la monta de los ejemplares se calcula de acuerdo a la edad de los caballos, siguiendo la escala internacional.

## Últimos ganadores del Félix de Álzaga Unzué
| Año  | Ganador         | País | Jockey                 | País | Padrillo        | País | Yegua Madre      | País | Criador                     | Caballeriza      |                    |
| ---- | --------------- | ---- | ---------------------- | ---- | --------------- | ---- | ---------------- | ---- | --------------------------- | ---------------- | ------------------ |
| 1995 | Wally           |      | Jacinto Herrera        |      | Southern Halo   |      | Welcome          |      | Haras La Quebrada           | La Quebrada      | Horse racing silks |
| 1996 | Emigrant        |      | Pablo Falero           |      | Candy Stripes   |      | Emecé            |      | Haras Abolengo              | San Francisco R. |                    |
| 1997 | Turco Zaino     |      | Juan José Paulé        |      | Don Juan Tag    |      | Turquita Queen   |      | Haras Suerte al Salto       | José Luján       | Horse racing silks |
| 1998 | Final Meeting   |      | Néstor Oviedo          |      | Senor Pete      |      | Final Reunion    |      | Haras La Quebrada           | Las Telas        | Horse racing silks |
| 1999 | My Halo         |      | Jacinto Herrera        |      | Southern Halo   |      | My Swinger       |      | Haras La Quebrada           | La Quebrada      | Horse racing silks |
| 2000 | Estambul        |      | Luiz Villalba          |      | Kitwood         |      | Espantada        |      | Haras Vacación              | Rey de Reyes     | Horse racing silks |
| 2001 | Camire Toss     |      | Jacinto Herrera        |      | Bombazo Toss    |      | Rich             |      | Sr. Juan José Caligiuri     | Tres Jotas       | Horse racing silks |
| 2002 | Shine Bridge    |      | Horacio Betansos       |      | Westbridge      |      | Brilliant Crown  |      | Sra. Susana Yalet           | Las Telas        | Horse racing silks |
| 2003 | Forty Doriana   |      | Jacinto Herrera        |      | Roar            |      | Doryl            |      | Haras La Biznaga            | La Biznaga       | Horse racing silks |
| 2004 | Medal of Honor  |      | Jacinto Herrera        |      | El Compinche    |      | Merrymaker       |      | Haras La Quebrada           | La Quebrada      | Horse racing silks |
| 2005 | Honey Rose      |      | Jorge Valdivieso       |      | Lode            |      | Honey Honey      |      | Haras Santa María de Araras | Principiante     | Horse racing silks |
| 2006 | Hollín          |      | Julio César Méndez     |      | Roy             |      | Heavenly Smile   |      | Haras Vacación              | Príncipe Nahuel  | Horse racing silks |
| 2007 | Misty Lady      |      | José Ricardo Méndez    |      | Lucky Roberto   |      | Miss Milagros    |      | Sr. Andrés Cordero          | Haras San Andrés | Horse racing silks |
| 2008 | Pryka           |      | Pablo Falero           |      | Southern Halo   |      | Gold Rule        |      | Haras Don Arcángel          | Vacación         | Horse racing silks |
| 2009 | Llorón Cat      |      | Edwin Talaverano       |      | Easing Along    |      | Lágrimas de Oro  |      | Haras El Alfalfar           | El Alfalfar      | Horse racing silks |
| 2010 | Claro Oscuro    |      | Jorge Ruíz Díaz        |      | Mutakddim       |      | Comodora         |      | Haras Vacación              | Tobetma          | Horse racing silks |
| 2011 | Doña Ley        |      | Julio César Méndez     |      | Orpen           |      | Doña Polenta     |      | Haras San Benito            | San Benito       | Horse racing silks |
| 2012 | Peluca Fizz     |      | Rodrigo Gonzalo Blanco |      | Slew Gin Fizz   |      | Lucky Peineta    |      | Haras Santa Cecilia         | La Misión        | Horse racing silks |
| 2013 | Venerancia      |      | Osvaldo Alderete       |      | Lode            |      | Venetian         |      | Haras El Bendito            | High Stud        | Horse racing silks |
| 2014 | Todo Tango Key  |      | Rodrigo Blanco         |      | Key Deputy      |      | La Mistonga      |      | Haras El Alfalfar           | El Alfalfar      | Horse racing silks |
| 2015 | Tirolesca       |      | Franco Calvente        |      | Roman Ruler     |      | Tirolesa         |      | Haras Vacación              | La Aguada        | HIGH STUD          |
| 2016 | Nashville Texan |      | Eduardo Ortega Pavón   |      | Forestry        |      | Nashville Moon   |      | Haras Santa María de Araras | Santa Elena      | Horse racing silks |
| 2017 | Le Perseverant  |      | Gustavo Calvente       |      | Emperor Richard |      | Perseverante Soy |      | Estancia La Josefina        | Juan Antonio     | Horse racing silks |
| 2018 | Elogiado        |      | Pablo Falero           |      | Archipenko      |      | Ellie            |      | Haras La Quebrada           | Santa Elena      | Horse racing silks |
| 2020 | Strategos       |      | Francisco Gonçalves    |      | Zensational     |      | Candy Woman      |      | Haras La Pasión             | Ojos Claros      | Horse racing silks |